# Trichotosia brevipedunculata
Trichotosia brevipedunculata är en orkidéart som först beskrevs av Oakes Ames och Charles Schweinfurth, och fick sitt nu gällande namn av Jeffrey James Wood. Trichotosia brevipedunculata ingår i släktet Trichotosia och familjen orkidéer. Inga underarter finns listade i Catalogue of Life.